# 洪世和
洪 世和（ホン・セファ、1947年12月10日 - 2024年4月18日）は、大韓民国の作家、社会運動家、政治家である。ソウル特別市出身。2011年11月から2012年10月まで進歩新党の党代表を歴任した。

## 略歴

### 学歴
- 1966年：ソウル大学工学部金属工学科入学
- 1967年10月：ソウル大学校工学部中退
- 1969年：ソウル大学理学部外交学科入学
- 1972年：「民主守護宣言文」で除籍。後に復学。
- 1977年：ソウル大学文理学部卒

### 経歴
- 1977年～1979年：韓国民主闘争国民委員会、南朝鮮民族解放戦線準備委員会（南民戦）に参加。民主化運動に係わる。
- 1979年10月：貿易会社の社員としてフランスに渡欧。同年11月に発覚した南民戦事件により、帰国が不可能となり、パリに定住。この間、タクシー運転手や観光案内などの職業に従事。
- 2002年1月：恩赦を受け韓国に永住帰国。
- 2011年11月～2012年12月：進歩新党代表
- 2024年4月18日：死去。享年77[1]。

## 著書
- 『コレアン・ドライバーは、パリで眠らない』みすず書房、1995年
- 『セーヌは左右を分かち、漢江は南北を隔てる』みすず書房、2002年